# 유 (수경조윤)
유(遺, ? ~ ?)는 전한 후기의 관료이다. '유'는 이름자로, 성씨는 알 수 없다.

## 행적
원강 원년(기원전 65년), 팽성태수에서 수(守)경조윤으로 승진하였으나 치적이 좋지 않아 면직되었다.
경조윤 조광한이 주살된 후, 조정에서는 한동안 경조윤을 수직(守職; 수습직)으로 운용하였고, 이는 장창이 정식으로 취임할 때까지 유지되었다. 그 동안 면직된 수경조윤이 여럿 있었으나, 이름이 확인되는 건 유와 황패 둘뿐이다.

## 출전
- 반고, 《한서》 권19하 백관공경표 下·권76 조윤한장양왕전

| 전임 조광한 | 전한의 수경조윤 기원전 65년 ~ ? | 후임 황패 |